# Hungersten

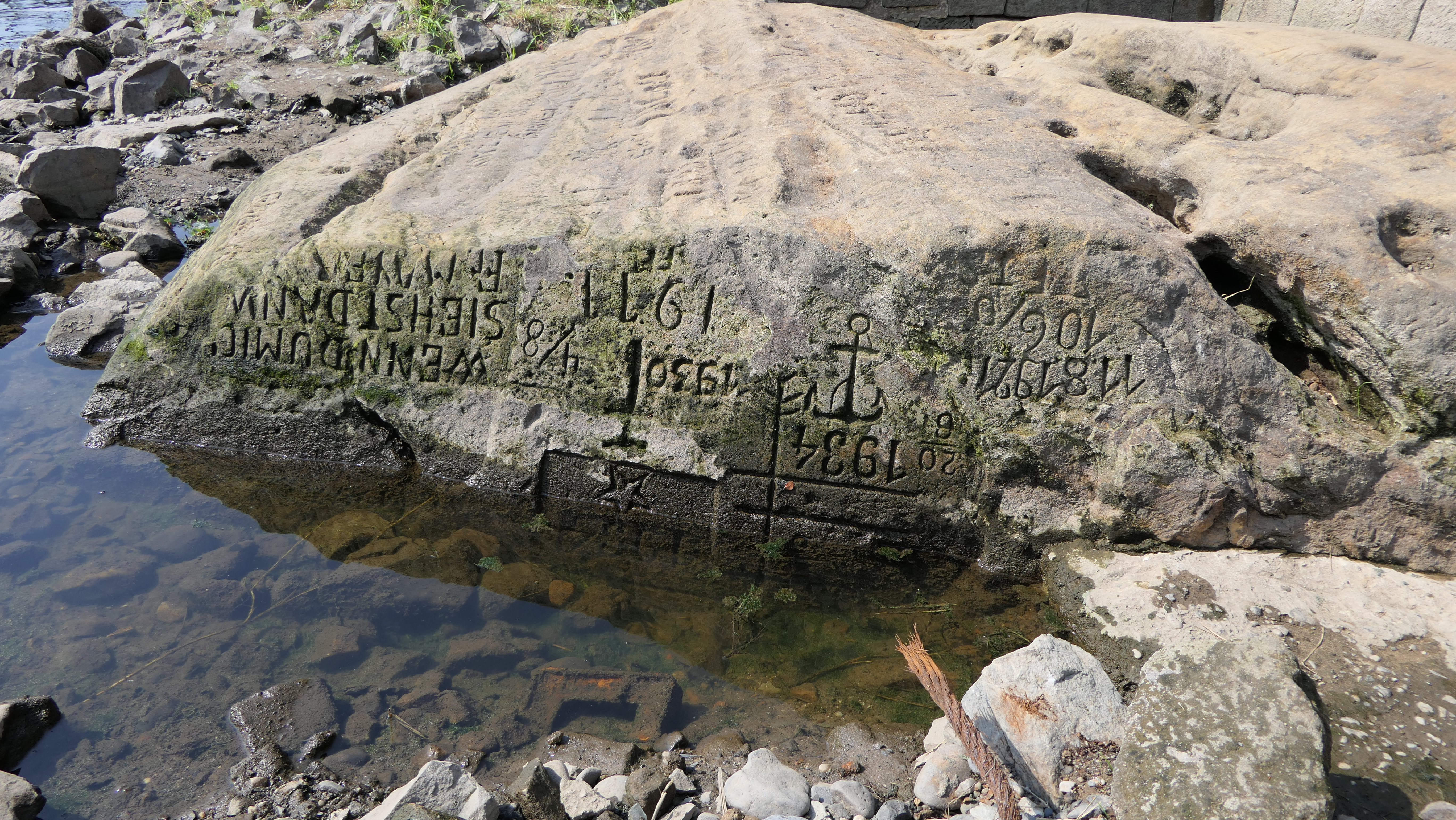
Hungersten i Děčín, Tjeckien.

En hungersten är en sten som vanligtvis ligger djupt under vattenytan, men som blir synlig vid torka och lågt vattenstånd. Hungerstenar är ofta dekorerade med text och bilder och fungerar som minnesmärken för svåra år och som varningar för hungersnöd. De restes i Tyskland och i tyska bosättningar i hela Europa under 1400- till 1800-talen.

## Kända stenar
I Europa har man hittat flera hungerstenar i floden Elbe nära staden Decin i Tjeckien där den äldsta daterade inskriptionen har årtalet 1417.
Många av dessa stenar restes efter den missväxt 1816–1817 som följde efter Tamboravulkanens utbrott, kallat "Året utan sommar". 
Ett berömt exempel i floden Elbe i Děčín, Tjeckien har texten "Wenn du mich siehst, dann weine" ("Om du ser mig, gråt") inristat som en varning.
I sjön Jällunden finns en sten som har ett lågvattenmärke daterat 1857, den uppdaterades med ett lägre märke under den torra sommaren 2018.